# Soë
Stad Soë (ID: Kota Soë) is de hoofdstad van het regentschap Zuid-Midden-Timor op West-Timor, provincie Oost-Nusa Tenggara.

## Geografie
Stad Soë is gelegen op 800 m boven zeeniveau,waardoor er een aangenaam klimaat heerst. De oppervlakte is 28,1 km2. De stadsgemeente is onderverdeeld in de volgende subdistricten of dorpen: Cendana, Kampung Baru, Karang Siri, Kobekamusa, Kota Baru, Kuatae, Noemeto, Nonohonis, Nunumeu, Oebesa, Oekefan, Soë en Taubneno.
De stad ligt aan de West-Timor Hoofdweg (ID: Jalan Nasional Trans Timor). Zie ook bijgaand kaartje. De West-Timor Hoofdweg (met de gele lijn aangegeven) vormt de verbinding van Kupang met Motaain, het dorp aan de grens van West-Timor met Oost-Timor.

## Demografie
De stad heeft 40.999 inwoners. Dichtheid: 1464 inw./km². Opgave: 2020. Het percentage protestanten bedraagt 79,6 %. De overige percentages zijn: 11,5 % katholiek; 8,4 % moslim; 0,38 % boeddhist; 0,22 % hindoe.
De inheemse bevolking van het gebied van Soë en omgeving zijn de Amanatun-, Amanuban-, Mollo- en Boti-stammen.
Naast het indonesisch worden er ook het Uab Meto en andere lokale talen gesproken.

## Geschiedenis
Soë werd zwaar gebombardeerd door de australische luchtmacht tijdens de tweede wereldoorlog, in 1944.

## Toerisme
Soë is een startpunt voor toeristen voor excursies in het middengebied van West-Timor. Bijvoorbeeld naar Oinlasi, Boti, Niki-Niki, of naar de Mutis, de hoogste berg van West-Timor, dichtbij Eban.

## Economie
De watervoorziening voor de stad is al geruime tijd een probleem, ondanks de aanleg van dammen en allerlei speurwerk naar andere bronnen.
Uit de gegevens voor 2020 blijkt dat het merendeel van de bevolking als land- en tuinbouwer werkzaam is. Verder onderscheidt men gepensioneerden, middenstanders, medewerkers van kleine bedrijven, politie en ambtenaren in de dienstensector: onderwijs, bestuur van stadsgemeente en subdistricten.

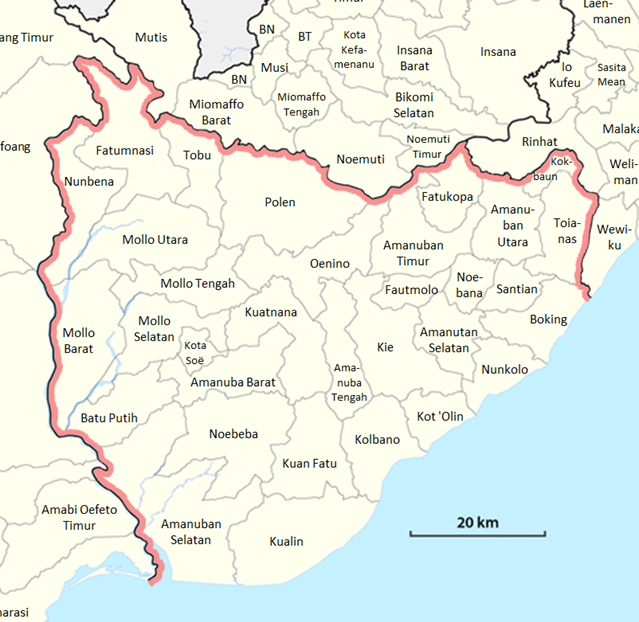
Regentschap Zuid-Midden-Timor en zijn districten.
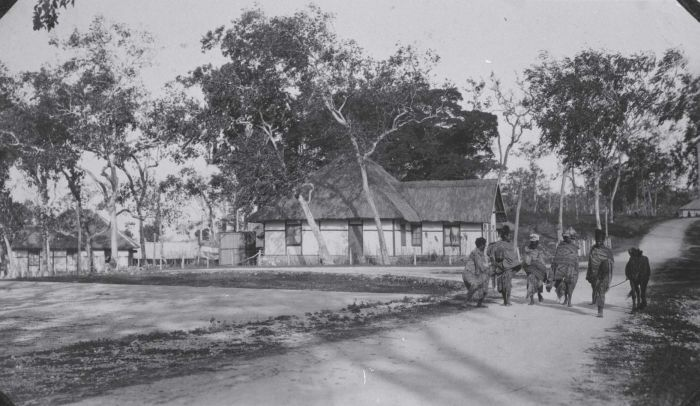
Een groep Atoni’s op een weg bij Soë, tussen 1930 en 1936.